# Adrian van der Düssen

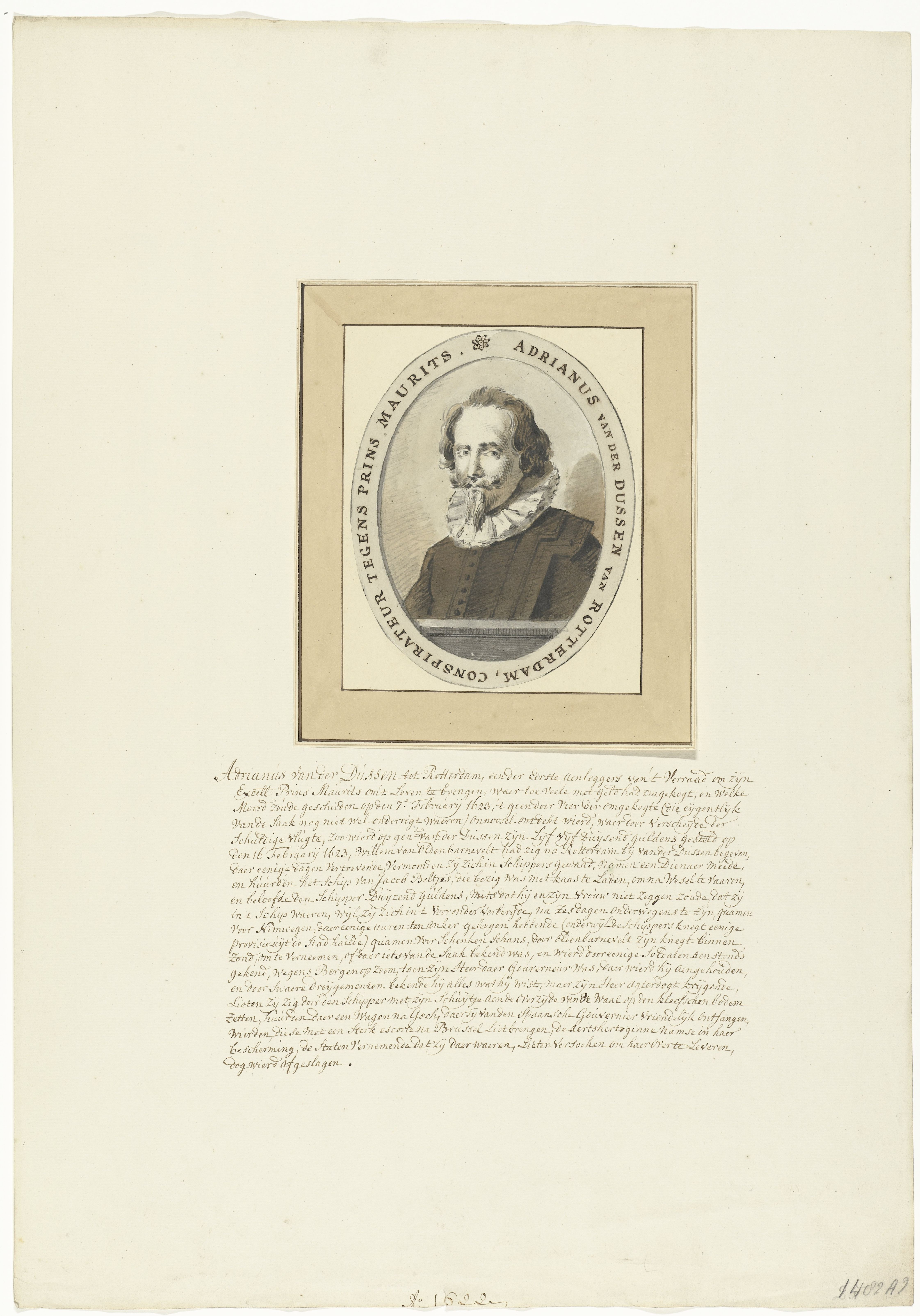
Adrian van der Düssen

Adrian van der Düssen (oder Adriaan van der Dussen) († 1653) war ein ursprünglich holländischer Edelmann aus der Region um Delft und Schiedam. 

## Leben
Van der Düssen war seit dem 5. Juni 1620 mit Johanna Maria van Oldenbarnevelt († 1663), einer Nichte des 1619 hingerichteten Staatsmannes Johan van Oldenbarnevelt, verheiratet. Er gehörte der Konfession der Remonstranten an. Im Jahr 1623 gehörte er zu einer Gruppe, die den calvinistischen Statthalter Moritz von Oranien im Ort Rijswijk bei Den Haag hatte umbringen wollen. Die Verschwörung wurde aufgedeckt und auf Van der Düssen wurde ein Kopfgeld von fünftausend Gulden ausgesetzt. Er floh, in einem Käseschiff versteckt, nach Nijmegen und von dort nach Brüssel, wo er sich mit seiner Ehefrau traf. Dort fand er Unterstützung bei Erzherzogin Isabella und konvertierte zur römisch-katholischen Kirche. Darauf emigrierte er nach Deutschland, ließ sich in Ostinghausen nahe Bad Sassendorf nieder, nannte sich Herr zu Ostinghausen und ließ 1641 Haus Düsse erbauen, wo er 1653 starb.
Sein Sohn, Philipp Elias, verstorben 1681, heiratete Agatha Odilia Ledebur. Aus dieser Ehe wurden vier Söhne geboren, die um 1700 alle Offiziere in kurkölnischen Diensten wurden.